# Analiza preferencji
Analiza preferencji – podejście badawcze, polegające na kwalifikowaniu obiektów w określonej skali, czego wynikiem jest hierarchia ważności obiektów.
Analiza zapewnia odpowiedni pomiar i obiektywizację, a jej celem jest wielokryterialna ocena ukierunkowana przede wszystkim na badania porównawcze oraz na wybór jednego ze zbioru rozwiązań wariantowych.
Do podstawowych metod wykorzystywanych w ramach analizy preferencji zaliczyć można rangowanie oraz punktację (prostą i ważoną).
Zasady analizy preferencji są następujące:
1. Hierarchizacja – możliwość ustalenia pierwszeństwa obiektu w oparciu o przyjęte kryteria.
2. Relatywizacja kryteriów oceny – wyraża się poprzez zastosowanie wag, ustalających hierarchię kryteriów.
3. Dopuszczalność – istnienie wartości progowych, na podstawie których dany obiekt można zakwalifikować jako pozytywny lub negatywny.
4. Odpowiedniość przeliczeń punktowych – odwzorowanie stanu faktycznego na punkty według przyjętej zasady.
5. Obiektywizacja – unikanie przypadkowości poprzez wykorzystanie procedur weryfikacyjnych (w szczególności przy oznaczaniu wag kryteriów).